# 31824 Elatus
31824 Elatus este o planetă minoră (asteroid), cu un diametru de 57 km, din Centaur. A fost descoperită pe 29 octombrie 1999 la Catalina Station⁠(d) de Catalina Sky Survey și a fost numită după Elatus⁠(d). 
Obiectul prezintă o orbită caracterizată de o semiaxă mare de 11,7977758 UAi, o excentricitate de 0,38095157316878, o înclinație de 5,24419 ° în raport cu ecliptica.